# アンティグア・バーブーダの世界遺産

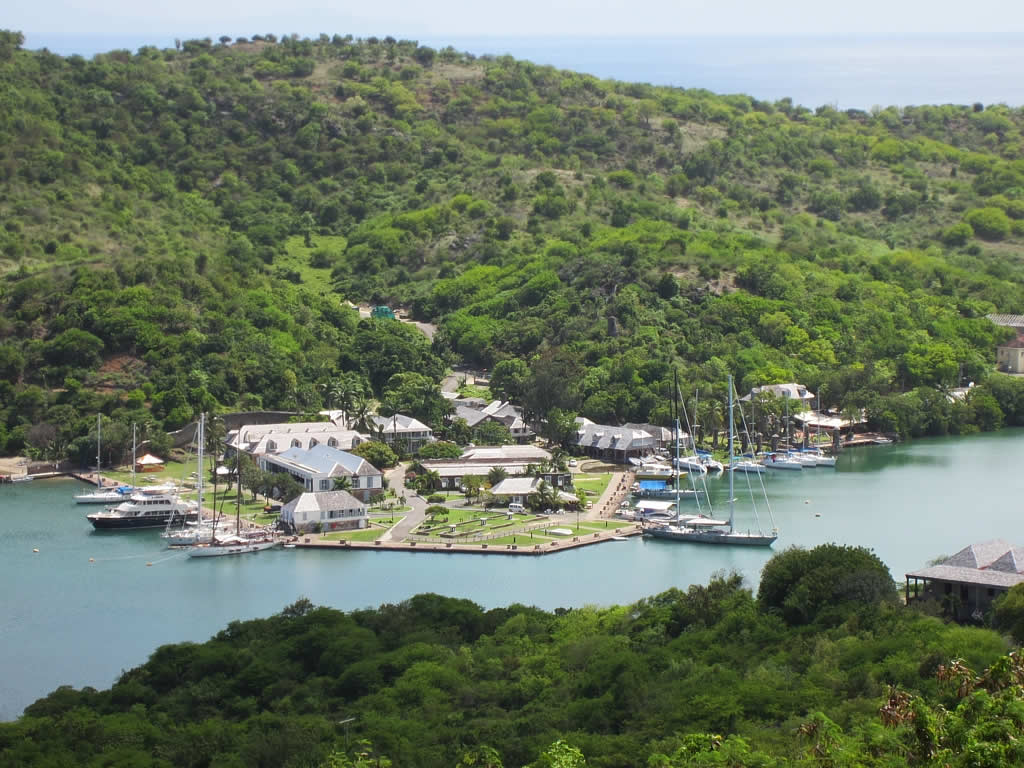
ネルソンズ・ドックヤード

アンティグア・バーブーダの世界遺産について述べる。アンティグア・バーブーダの世界遺産条約締約は1983年のことである。

## 世界遺産

### 文化遺産
- アンティグアの海軍造船所と関連考古遺跡群 - (2016年)